# Matejka Peterlin Maver
Matejka Peterlin, profesorica, radijska igralka, režiserka, pedagoginja, kulturna delavka, * 30. marec 1943, Ljubljana, † 26. april 2008, Trst.

## Življenje in delo
Matejka Peterlin se je rodila v Ljubljani očetu Jožetu (profesor, igralec, kulturni delavec) in materi Lojzki (rojeni Lombar). Zaradi vojnih in povojnih razmer so se leta 1947 z materjo in sestro Lučko dokončno preselili v Trst, kjer je že deloval oče. Tako je vse obvezno šolanje Matejka Peterlin opravila na slovenskih šolah v Trstu, kjer je tudi maturirala na Klasičnem liceju. nato se je vpisala na Leposlovno in filozofsko fakulteto na Univerzi v Trstu, kjer je zaključila vse izpite, a ni diplomirala. Poučevala je angleščino, latinščino, slovenščino, zgodovino in zemljepis na raznih slovenskih srednjih šolah v Trstu, še največ na Učiteljišču in Znanstvenem liceju. Leta 1970 se je omožila z radijskim urednikom in kulturnim delavcem Marijem Maverjem.
Matejka Peterlin se je Radijskemu odru (RO) pridružila že v otroških leti in je ostala aktivna pri tej radijski skupini do smrti. Nastopala je v neštetih vlogah, saj je imela izpiljeno interpretacijsko moč, ki ji je dovoljevala, da se je soočila z raznovrstnimi ženskimi liki . A v radijskem društvu je imela marsikatero vlogo, saj je bila desetletja v odboru in je skrbela za dober odnos skupine z ustanovo RAI in Radijem Trst A. Leta 1983 (zaradi bolezni Stane Kopitar) je celo sprejela vlogo predsednika Radijskega odra in to v času, ko se je odnos med skupino in radijsko ustanovo RAI začel krhati. Kasneje je mnogo pomagala tudi Marijanu Kravosu, ki je kot predsednik Radijskega odra (ko si je morala skupina poiskati nov način delovanja, saj niso več smeli snemati v studijih RAI-ja) iskal nove možnosti ustvarjanja in posodobitve ter si je prizadeval za ustanovitev lastnega snemalnega studija. A razen uradnih funkcij je Matejka Peterlin skrbela za utrditev in rast skupine, še posebno predano se je posvečala mlajšim članom in jih vključevala v radijske igre, ki jih je sama režirala. Zaljubljena je bila v lepo slovensko besedo in je zato verjela v nujo kultiviranega govora, izpiljene govorice in natančnosti izvajanja. Njena je bila zamisel za Tečaje lepe govorice, ki so privabljali tudi marikaterega odraslega, ki ni bil član RO. Prav tako je bila avtorica zamisli o poletni gledališki šoli za najmlajše, ki je leta 2001 prvič zaživela (in je po njeni smrti po njej dobila tudi ime) in še vedno vabi veliko število otrok, ki bi se radi preizkusili na odrskih deskah in v živo doživjio tudi vse, kar se dogaja v zakulisju.
Leta 1997 je uredila zbornik Naš glas pri vas doma: ob petdesetlenici ustanovitve Radijskega odra v Trstu
Leta 2006 je uredila zbornik 6 zapisanih trakov: ob 60. obletnici Radijskega odra : RO 06 60 : Radijski oder 1946-2006
Matejka Peterlin je učila dikcijo in umetniški govor na gledališki šoli Slovenskega stalnega gledališča Studio Art. Sodelovala je pri pripravi in organizaciji Študijskih dnevov Draga, bila aktivna pri Slovenski prosveti, redno se je udeleževala ponedeljkovih večerov Društva slovenskih izobražencev in je večkrat sodelovala pri marsikateri prireditvi Društva, pisala je v revijo Mladika in tudi v druge medije, kot so Pastirček, Koledar Goriške Mohorjeve družbe, Katoliški glas, Novi glas. Kadarkoli so jo prosili, je na šolah pomagala in pripravljala otroke na šolske in društvene nastope.
Matejka Peterlin je bila zelo vključena v delovanje pri župniji v Rojanu, kjer je vsako nedeljo pela v cerkvenem pevskem zboru (pri slovenski sv. maši, ki jo vsako nedeljo predvajajo na valovih Radia Trst A). Pomagala je pri urejanju župnijskega glasila Med nami, bila je aktivno vključena v delovanje društva Rojanski Marijin dom. Matejka Peterlin je umrla v Trstu leta 2008 po hudi bolezni.
Leta 2018 so pri založbi Mladika posthumno izdali knjigo Iz dnevnika mlade družine, avtobiografsko pripoved o življenju mlade petčlanske družine v sedemdesetih letih (saj so v letih 1975–1979 te kratke zgodbe izhajale v reviji Mladika).